# 海因里希·謝爾克
海因里希·斐迪南·謝爾克（德語：Heinrich Ferdinand Scherk，1798年10月27日—1885年10月4日）是一名德國數學家，因其在極小曲面和質數分布方面的貢獻而知名。他也是恩斯特·庫默爾的博士導師。

## 外部連結
- （德語） Biography of Scherk （页面存档备份，存于）
- 海因里希·謝爾克在數學譜系計畫的資料。
- MacTutor biography of Scherk （页面存档备份，存于）